# Samigʻ Abdullayev
Samigʻ Abdullayev (Самиг Файзуллович Абдуллаев; ur. 25 października 1917 w Taszkencie, zm. 10 maja 1998 tamże) – radziecki żołnierz i malarz narodowości uzbeckiej, Bohater Związku Radzieckiego (1944).

## Życiorys
Do 1932 skończył 7 klas szkoły, a w 1937 szkołę artystyczną w Taszkencie, od września 1938 służył w Armii Czerwonej jako żołnierz wojsk inżynieryjnych. Od października 1941 uczestniczył w wojnie z Niemcami jako dowódca oddziału saperów, walczył na Froncie Zakaukaskim i Północno-Kaukaskim, brał udział w bitwie o Kaukaz i operacji krasnodarskiej. W czerwcu 1943 został dowódcą 97 samodzielnego zmotoryzowanego batalionu inżynieryjnego, walczył na Froncie Północno-Kaukaskim, a od listopada 1943 do maja 1944 w składzie Samodzielnej Armii Nadmorskiej, brał udział w operacji noworosyjsko-tamańskiej, kerczeńsko-eltigeńskiej i krymskiej. Szczególnie wyróżnił się podczas operacji noworosyjsko-tamańskiej 16 września 1943, gdy w rejonie chutoru Krasnyj w rejonie krymskim w Kraju Krasnodarskim dowodzeni przez niego saperzy unieszkodliwili 97 min wroga (37 z nich rozbroił osobiście Abdullayev), otwierając drogę radzieckim czołgom. Następnego dnia zapobiegł wysadzeniu przez Niemców mostu, strzelając do saperów wroga, podczołgując się do pylonu mostu i przecinając płonący bezpiecznik; został ranny w tej akcji, jednak szybko wrócił do służby. Łącznie od 16 września do 9 października 1943 unieszkodliwił 2789 różnych min, w tym 34 miny-pułapki. Po wyzwoleniu Krymu dowodzony przez niego batalion został przeniesiony do rezerwy, a w 1945 Abdullayev zdemobilizowany w stopniu starszyny. W latach 1946–1956 był przewodniczącym Związku Artystów Uzbeckiej SRR, a 1956–1991 dyrektorem Państwowego Muzeum Sztuki Uzbeckiej SRR. W 1955 ukończył Taszkencki Instytut Teatralno-Artystyczny. Jego główne prace to: Autoportret (1946, Muzeum Sztuki Uzbekistanu), Osiągnięcie (1947), Babcia i wnuczka (1954), Martwa natura (1957), Taszkenccy komisarze (1958), Młodzieniec z Mali (1962), Zachód słońca (1981, Ługańskie Muzeum Sztuki), Autoportret (1985), Kanał i Na kołchozowej fermie. Wykonał też szereg portretów. W 1967 otrzymał tytuł Zasłużonego Artysty Uzbeckiej SRR.

## Odznaczenia
- Złota Gwiazda Bohatera Związku Radzieckiego (16 maja 1944)
- Order Lenina (16 maja 1944)
- Order Czerwonego Sztandaru (dwukrotnie, 9 października 1943 i 25 lutego 1944)
- Order Wojny Ojczyźnianej I klasy (11 marca 1985)
- Order Wojny Ojczyźnianej II klasy (11 czerwca 1943)
- Order „Znak Honoru” (dwukrotnie)
- Medal „Za pracowniczą wybitność” (18 marca 1959)

I inne.